# 松原一学
松原 一学（まつばら いちがく）は室町時代の武将。尾張国春日井郡今村城主（第1代目）。通称、松原吉之丞一学。弟に松原平内、長男に松原広長、次男に松原元次がいる。

## 概要
永享12年（1440年）頃に三河国今村城を築城して居城としていたが、寛正年間（1460年 - 1466年）に尾張国春日井郡横山村（現在の愛知県瀬戸市）に今村城を築城して移り住んだ。